# Пікадор

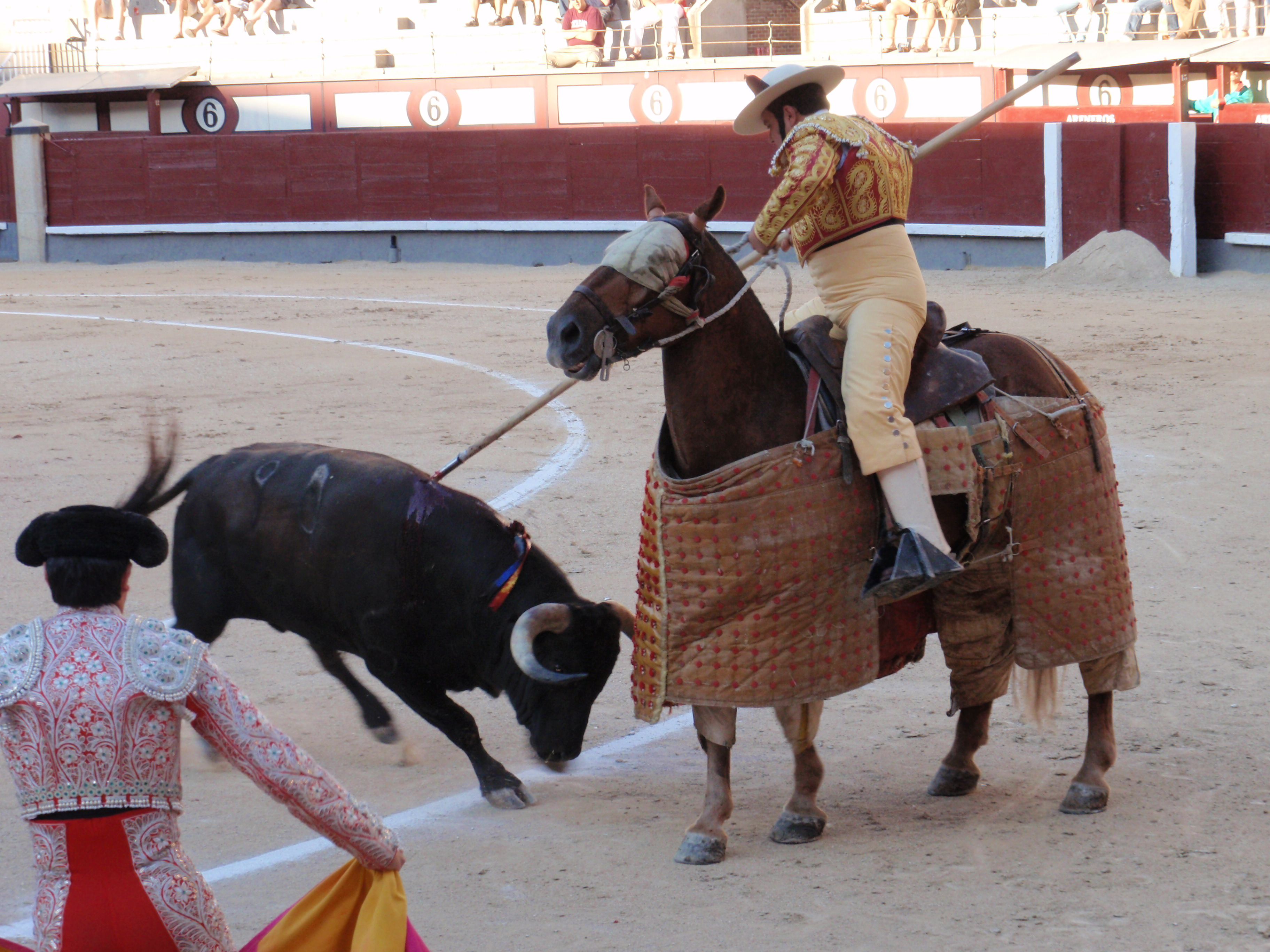
Пікадор під час кориди розлючує бика на арені в Мадриді, Іспанія (2009 р.)

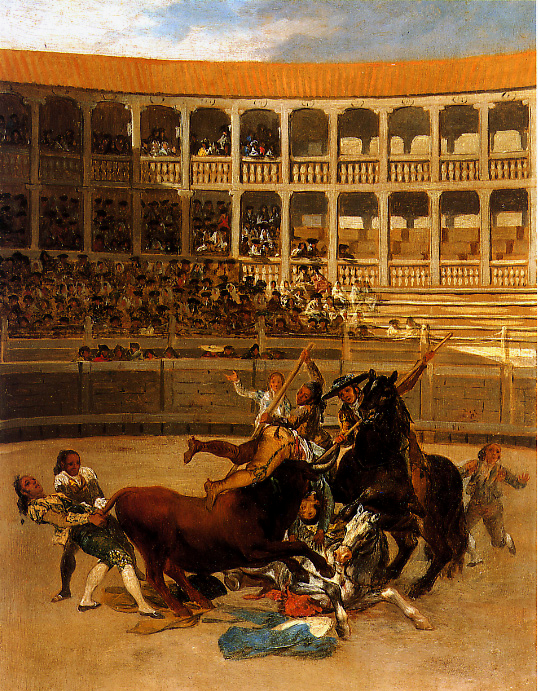
«Смерть пікадора» — картина іспанського художника Франсіска Гойї

Пікадо́р (ісп. picador) — вершник, який під час кориди розлючує бика уколами списа (піки) до того, поки вийде тореадор. Під час кориди присутні двоє пікадорів, які не є єдиними учасниками кориди, входячи, таким чином, до квадрильї матадора. Пікадори беруть участь у першій із трьох стадій іспанського бою биків (ісп. tercio de varas). 

## Походження слова
Пікадор — один із термінів тавромахії (від грец. ταῦρος — бик та грец. μάχεσθαι — боротися). В українській мові слово є екзотизмом, оскільки відтворює реалію іншої країни (корида як така виникла та розвинулася в Іспанії). Іспанське picador суфіксальним способом утворено від дієслова picar, що означає «колоти». Отже, пікадор — це той, що коле. Слово піка має той самий корінь, що й пікадор.

## Пікадор у мистецтві

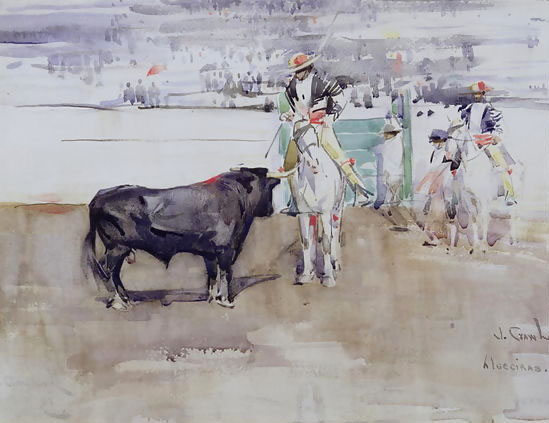
«Арена для бою биків в Альхесірасі», Джозеф Кроухолл (1891 р.)

Образ пікадора неодноразово використовували у своїх творах відомі митці, особливо іспанські. Одними з найвідоміших витворів мистецтва з пікадором є такі:
- «Смерть пікадора» (1793 р.) — картина іспанського художника Франсіска Гойї. На картині зображено, як розлючений бик підхопив пікадора, проткнувши йому рогом стегно. Пікадор наче висить знепритомнілий. Передніми ногами бик стрибає на поваленого коня. Інші учасники кориди щосили намагаються утихомирити оскаженілого бика та врятувати життя пікадору: один тягне тварину за хвіст, інші списами завдають ударів по тілу. Навколо лежать розкидані речі. У цей час з трибуни за трагедією, яка відбувається на пісковій арені, напружено спостерігають глядачі.
- «Пікадор» (1889 р.) — рання картина іспанського й французького художника Пабло Пікассо. На картині зображено пікадора в жовтому одязі на коні. Вершник стоїть біля трибуни.
- «Арена для бою биків в Альхесірасі» (1891 р.) — картина американського художника Джозефа Кроухолла. На картині зображено зіткнення пікадора й бика.